# Búcagán járás
Búcagán járás (mongol nyelven: Бууцагаан сум) Mongólia Bajanhongor tartományának egyik járása. Területe 5700 km². Népessége kb. 4800 fő.
Székhelye Bujant (Буянт), mely 174 km-re nyugatra fekszik Bajanhongor tartományi székhelytől.